# Hishimonoides orientalis
Hishimonoides orientalis är en insektsart som beskrevs av Mahmood 1975. Hishimonoides orientalis ingår i släktet Hishimonoides och familjen dvärgstritar. Inga underarter finns listade i Catalogue of Life.